# Libellago orri
Libellago orri là loài chuồn chuồn trong họ Chlorocyphidae. Loài này được Dow & Hämäläinen mô tả khoa học đầu tiên năm 2008.